# FGF21
FGF21 (англ. Fibroblast growth factor 21) – білок, який кодується однойменним геном, розташованим у людей на короткому плечі 19-ї хромосоми. Довжина поліпептидного ланцюга білка становить 209 амінокислот, а молекулярна маса — 22 300.
| 10         |  | 20         |  | 30         |  | 40         |  | 50         |
| ---------- |  | ---------- |  | ---------- |  | ---------- |  | ---------- |
| MDSDETGFEH |  | SGLWVSVLAG |  | LLLGACQAHP |  | IPDSSPLLQF |  | GGQVRQRYLY |
| TDDAQQTEAH |  | LEIREDGTVG |  | GAADQSPESL |  | LQLKALKPGV |  | IQILGVKTSR |
| FLCQRPDGAL |  | YGSLHFDPEA |  | CSFRELLLED |  | GYNVYQSEAH |  | GLPLHLPGNK |
| SPHRDPAPRG |  | PARFLPLPGL |  | PPALPEPPGI |  | LAPQPPDVGS |  | SDPLSMVGPS |
| QGRSPSYAS  |  |            |  |            |  |            |  |            |

A: Аланін

C: Цистеїн

D: Аспарагінова кислота

E: Глутамінова кислота

F: Фенілаланін

G: Гліцин

H: Гістидин

I: Ізолейцин

K: Лізин

L: Лейцин

M: Метіонін

N: Аспарагін

P: Пролін

Q: Глутамін

R: Аргінін

S: Серин

T: Треонін

V: Валін

W: Триптофан

Кодований геном білок за функцією належить до факторів росту. 
Секретований назовні.